# Powiat Posen-Ost
Powiat Posen-Ost (niem. Kreis Posen-Ost, pol. powiat poznański wschodni) – niemiecki powiat istniejący w okresie od 1887 do 1919 r. na terenie prowincji poznańskiej.
Powiat Posen-Ost z siedzibą w Poznaniu utworzony został 1 października 1887 z części wschodniej dotychczasowego powiatu Posen
Stopniowo zmieniała się jego granica: 
- 1 kwietnia 1896 roku włączono do Poznania gminę Berdychowo-Piotrowo;
- 1 kwietnia 1900 roku włączono do Poznania gminy Jeżyce, Łazarz i Wilda.
- 1 kwietnia 1900 roku do powiatu poznańskiego wschodniego z powiatu średzkiego przyłączono: miasto Pobiedziska, obwód policyjny Pobiedziska (gminy wiejskie: Bednary, Biskupice, Bociniec, Borówko, Bugaj, Głębocko, Główna, Gołunin, Gorzkie Pole, Góra pod Pobiedziskami, Jankowo, Jerzykowo, Jerzyn, Kocanowo, Kołata, Łagiewniki pod Pobiedziskami, Latalice, Nowagórka, Podarzewice, Podarzewo, Podgłębokie, Pomarzanki, Promienko, Promno, Pruszewiec, Skorzęcin, Staragórka, Stęszewice, Stęszewko, Wagowo, Węglewko, Węglewo, Wójtostwo, Wronczynek i Zbierkowo oraz obszary dworskie: Bednary, Czachórki, Głębokie, Gołuń, Kociałkowa Górka, Kołatka, Kowalskie, Krześlice, Polskawieś, Pomarzanowice, Rybitwy, Węglewo, Wronczyn pod Pobiedziskami, Zielonka i Złotniczki[1]) oraz gminy wiejskie Paczkowo, Sarbinowo i Sokolniki Gwiazdowskie oraz obszary dworskie Gwiazdowo i Puszczykowo-Zaborze.

W 1910 r. powiat obejmował 145 gmin o powierzchni 663,55 km² zamieszkanych przez 49.119 osób.
W 1918 r. w prowincji poznańskiej wybuchło powstanie wielkopolskie przeciwko rządom niemieckim i powiat znalazł się pod kontrolą powstańców. W ramach traktatu wersalskiego z 1919 r. terytorium powiatu Posen-Ost trafiło do państwa polskiego.
W czasie powstania wielkopolskiego cały powiat został opanowany przez powstańców – na mocy rozejmu w Trewirze (16 lutego 1919) znalazł się po polskiej stronie linii demarkacyjnej. Na mocy postanowień traktatu wersalskiego został włączony do II Rzeczypospolitej.